# Басберг
Басберг (њем. Basberg) општина је у њемачкој савезној држави Рајна-Палатинат. Једно је од 109 општинских средишта округа Вулканајфел. Према процјени из 2010. у општини је живјело 74 становника. Посједује регионалну шифру (AGS) 7233002.

## Географски и демографски подаци
Басберг се налази у савезној држави Рајна-Палатинат у округу Вулканајфел. Општина се налази на надморској висини од 449 метара. Површина општине износи 2,3 km². У самом мјесту је, према процјени из 2010. године, живјело 74 становника. Просјечна густина становништва износи 32 становника/km².